# Jenny of Oldstones
«Jenny з Oldstones» або «Jenny's Song» — пісня, що з'являється в телесеріалі студії «HBO» «Гра престолів». Вона двічі в різних аранжуваннях звучала в епізоді «Лицар семи королівств» восьмого сезону серіалу. Спочатку пісня була виконана персонажем Подріком Пейном, якого зіграв шотландський актор Деніел Портмен. Вдруге пісня звучала під час завершальних титрів у виконанні британського інді-рок-гурту Florence and the Machine. Florence and the Machine випустили пісню за день після випуску епізоду, 22 квітня 2019 року. Пісня була випущена HBO і лейблом Universal Music Group.

## Історія
«Jenny of Oldstones» є адаптацією пісні, описаної в фантастичній серії романів «Пісня льоду й полум'я» Джорджа Мартіна, на якому заснована «Гра престолів». У третьому романі серії «Буря мечів» один з персонажів просить виконати «пісню моєї Дженні». При цьому цитується лише перший рядок пісні: «High in the halls of the kings who are gone, Jenny would dance with her ghosts». У вигаданій історії світу «Пісня льоду й полум'я»,  вищезгадана Дженні була простолюдинкою, заради одруження з якою принц Дункан Таргарієн відрікся від престолу.
Пісню написав ірансько-німецький композитор Рамін Джаваді, що займався написанням музики для «Гри престолів», та сценаристами Д. Б. Вайссом і Давидом Беніофом, які додали текст пісні до фрагменту, описаного Мартіном. Пісня є  народною баладою на мотивах кельтської музики. Як стало відомо, Вайсс та Беніофф звертались до Флоренс Велч ще у 2012 з пропозицією записати пісню «Дощі Castamere», але тоді вона відхилила їхнє прохання. Після виходу «Jenny of Oldstones», Велч заявила в інтерв'ю The New York Times, що це було під час її "диких років", коли вона була "менш цілеспрямованою".
В епізоді «Лицар семи королівств», пісня, яку виконує Велч звучала під час фінальних титрів. Проте вона виконувалась раніше в цьому ж епізоді персонажем Подріком Пейном, якого зіграв шотландський актор Деніел Портмен. Він співав пісню у сцені перед битвою з білими блукачами, що нагадує таку ж сцену з фільму «Володар перснів: Повернення короля», коли Тук Перегрін співав «A Walking Song» перед битвою в Мінас-Тіріті.

## Причетні до створення
- Флоренс Велч
- Doveman
- Кріс Герінгер
- DB Weiss
- Девід Беніофф
- Рамін Джаваді
- Джордж Р. Р. Мартін

## Чарти
| Чарт (2019)          | Найвища позиція |
| -------------------- | --------------- |
| Нова Зеландія (RMNZ) | 18              |